# Леттенгарвер, Джон
Джон Э. Леттенгарвер (англ. John A. Lettengarver; 29 апреля 1929, Сент-Пол — 14 января 1997, Эдмондс, Вашингтон) — американский фигурист, выступавший в одиночном катании. Участник зимних Олимпийских игр 1948 года.

## Биография
Джон Леттенгарвер родился 29 апреля 1929 года в американском городе Сент-Пол в штате Миннесота.
Выступал в соревнованиях по фигурному катанию за клуб «Сент-Пол». Дважды выигрывал медали чемпионата США: в 1947 году занял 2-е место, уступив Дику Баттону, в 1948 году — 3-е место.
В 1948 году занял 4-е место на чемпионате мира в Давосе и 5-е место на чемпионате Европы в Праге.
В том же году вошёл в состав сборной США на зимних Олимпийских играх в Санкт-Морице. В одиночном катании занял 4-е место, набрав 176,400 балла и уступив 14,777 балла завоевавшему золото Дику Баттону из США.
Умер 14 января 1997 года в американском городе Эдмондс в штате Вашингтон.

## Семья
Сын Джон Леттенгарвер-младший был основателем компании Puget Sounds Foods, которая выпускает соусы и приправы.